# Bjørnetjeneste
En bjørnetjeneste er en velment hjælp, som gør mere skade end gavn.
Efter La Fontaines fabel om bjørnen, der kastede en sten for at jage en flue bort fra sin herres hoved, men knuste hans pande.

## Pendulord
Dansk Sprognævn har ofte beskrevet "bjørnetjeneste" som et pendulord, idet det har været hævdet, at mange benytter udtrykket i betydningen "en meget stor tjeneste", og ordet er derfor også blandt ikke-fagfolk blevet selve prototypen på et pendulord.
Imidlertid er det fra 2010 omdiskuteret, om ordet overhovedet lever op til kriterierne for et pendulord, da der kun er dokumenteret ganske få eksempler på den nye betydning i aktiv brug." Et af de få eksempler er fra Søndagsavisen 1992, som er det eneste, der omtales i Den Danske Ordbog, og den angiveligt nye betydning omtaltes derefter i en artikel i Weekendavisen 4. februar 1994.
Siden er ordet ganske vist omtalt vidt og bredt i den nye betydning, men denne synes stort set altid at optræde i metasprog, altså i situationer, hvor der tales om den nye betydning, ikke hvor betydningen faktisk bruges.
Sprognævnet har da også siden 2010 nedtonet brugen af "bjørnetjeneste" som eksempel på et pendulord.
Den Danske Ordbog har nu medtaget bjørnetjeneste med begge betydninger, men nævner selv at brugen af bjørnetjeneste som "en stor/god tjeneste" af mange betragtes som ukorrekt.